# Strade Bianche 2015
Strade Bianche 2015 var den 9. udgave af cykelløbet Strade Bianche. Løbet var en del af UCI Europe Tour-kalenderen og blev arrangeret 7. marts 2015. Løbet blev vundet af Zdeněk Štybar.

## Hold og ryttere
| UCI WorldTeams (14)- AG2R La Mondiale - Astana - BMC Racing Team - Cannondale-Garmin - Etixx-Quick Step - IAM Cycling - Katusha - Lampre-Merida - Lotto NL-Jumbo - Movistar Team - Orica-GreenEDGE - Sky - Tinkoff-Saxo - Trek Factory Racing UCI Professionelle kontinentalthold (6)- Androni Giocattoli - Bardiani CSF - Nippo-Vini Fantini - Team Novo Nordisk - RusVelo - Southeast |
| |

### Danske ryttere
- Magnus Cort kørte for Orica-GreenEDGE
- Christopher Juul-Jensen kørte for Tinkoff-Saxo

## Resultater
| Nr. | Rytter                   | Hold                | Tid     |
| --- | ------------------------ | ------------------- | ------- |
| 1   | Zdeněk Štybar (CZE)      | Etixx-Quick Step    | 5:22.13 |
| 2   | Greg Van Avermaet (BEL)  | BMC Racing Team     | +0.02   |
| 3   | Alejandro Valverde (ESP) | Movistar Team       | +0.18   |
| 4   | Sep Vanmarcke (BEL)      | Team LottoNL-Jumbo  | +0.46   |
| 5   | Diego Rosa (ITA)         | Astana Pro Team     | +0.56   |
| 6   | Oscar Gatto (ITA)        | Androni Giocattoli  | +0.59   |
| 7   | Rigoberto Uran (COL)     | Etixx-Quick Step    | +0.59   |
| 8   | Fabio Felline (ITA)      | Trek Factory Racing | +1.02   |
| 9   | Przemysław Niemiec (POL) | Lampre-Merida       | +1.03   |
| 10  | Giampaolo Caruso (ITA)   | Team Katusha        | +1.03   |